# Gymnetron rotundicolle

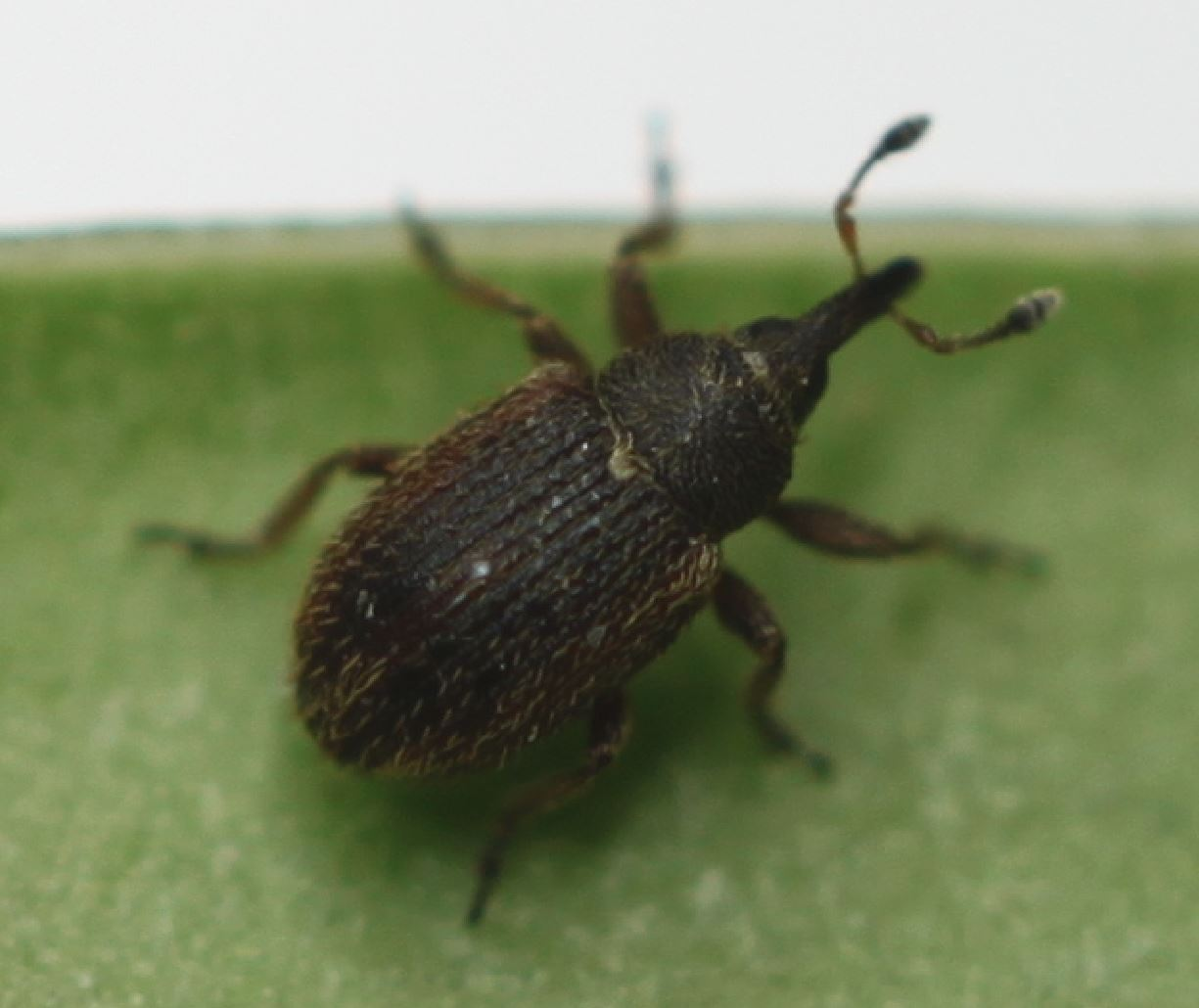

Gymnetron rotundicolle ist eine Käfer-Art aus der Familie der Rüsselkäfer (Curculionidae).

## Merkmale
Die Käfer sind 1,9–2,5 mm lang. Die bräunlich bis braunschwarz gefärbten Käfer besitzen eine länglich-ovale Gestalt. Fühler und Beine sind rotbraun, wobei die Femora und Tarsen dunkler ausfallen können. Streifen bestehend aus abstehenden und Streifen mit anliegenden Borstenhaaren treten im Wechsel auf den Flügeldecken auf. Die Flügeldecken sind meist vom 1. bis zum 4. oder 5. Zwischenraum schwarzbraun gefärbt. Die Flügeldeckenenden sowie der hintere Teil der Flügeldeckennaht sind dagegen bräunlich gefärbt.

## Verbreitung
Das ursprüngliche Vorkommen der Käferart erstreckte sich über Zentralasien, Russland und den Nahen Osten und reichte im Westen bis nach Bulgarien. In den letzten Jahren dehnte sich das Verbreitungsgebiet immer mehr nach Westen aus. Seit Anfang der 2000er Jahre wurden aus zahlreichen europäischen Ländern und Regionen Erstfunde gemeldet, darunter Ungarn, Polen, Slowakei, Tschechien, Venetien und Tessin. In der Schweiz und in Baden-Württemberg ist die Art mittlerweile ebenfalls angekommen.

## Lebensweise
Die Wirtspflanzen der Käferart bilden Persischer Ehrenpreis (Veronica persica) und Gamander-Ehrenpreis (Veronica chamaedrys). In diesen entwickeln sich die Larven.